# Tchornaïa retchka
La Tchornaïa retchka (en russe : Чёрная Речка , littéralement « rivière noire »), à l'origine Mustajogi (en langue carélienne), est une petite rivière de Saint-Pétersbourg. Elle mesure 8,1 kilomètres de long et se jette dans la Grande Nevka, un bras de la Neva.
La Tchornaïa retchka est connue pour les duels célèbres qui s'y sont déroulés, notamment le duel de 1909 entre Nikolaï Goumilev et Maximilian Volochine à propos d'une poétesse fictive appelée Cherubina de Gabriak, et le duel fatal entre le poète-dramaturge Alexandre Pouchkine et Georges d'Anthès en 1837.
La rivière a donné son nom à une station du métro de Saint-Pétersbourg.